# الكومنولث اليهودي
الكومنولث اليهودي مصطلح أوروبي يُستخدَم للإشارة إلى المرحلة التي ارتبط فيها تاريخ فلسطين بوجود يهودي سياسي مستقل أو شبه مستقل، وهو متأثر بالتاريخ المقدَّس الذي يعتمد بناء الهيكل أو هدمه كواقع أساسي وإطار مرجعي. وتنقسم هذه المرحلة إلى مرحلتين: الكومنولث والكومنولث الثاني.

## الكومنولث الأول
يشير مصطلح «الكومنولث الأول» إلى الفترة الممتدة من 1250 ق.م حتى 586 ق.م، وهي الفترة التي شهدت اتحاد القبائل وحكم القضاة، ثم فترة حكم داود التي بدأت بتوحيده للقبائل العبرانية في المملكة العبرانية المتحدة التي حكمها ابنه سليمان من بعده، ثم انقسامها إلى مملكتين (المملكة الشمالية والمملكة الجنوبية)، وسقوطهما في يد الآشوريين والبابليين على التوالي.
ويشير المصطلح على وجه التحديد، إلى الفترة من 1004 ق.م (حكم داود) إلى 586 ق.م (سقوط المملكة الجنوبية على يد البابليين).

## الكومنولث الثاني
يشير مصطلح «الكومنولث الثاني» إلى المرحلة التي تبدأ بثورة الحشمونيين على حكم السلوقيين في عام 165 ق.م، وإعلانهم استقلال البلاد بعد ذلك بخمسة وعشرين عاماً، وقد زاد الحشمونيون عدد اليهود عن طريق التبشير باليهودية وفرضها على الشعوب الواقعة تحت حكمهم مثل الأدوميين، وقد سقط هذا الحكم اليهودي المستقل بقيام الرومان بغزو المنطقة عام 63 ق.م، فاختفى وجود اليهود السياسي المستقل تقريباً.
وتقسيم تواريخ الجماعات اليهودية إلى فترات، مثل الكومنولث الأول والثاني أو الهيكل الأول والثاني، يفترض استقلال هذا التاريخ عما حوله وهو افتراض غير واقعي مطلقاً، ذلك أن ظهور الكومنولث الأول على سبيل المثال مرتبط بالفراغ السياسي المؤقت في الشرق الأدنى القديم، كما أن انهياره مرتبط بحركة الإمبراطوريات الكبرى. ولذا فإن استخدام مثل هذه المصطلحات ليس دقيقاً، ومقدرته التفسيرية محدودة، ومن الأفضل أن نحدِّد هذا التاريخ بالعودة إلى إطاره المرجعي الصحيح، أي تاريخ الشرق الأدنى القديم.
وعلى أية حال لم تزد مدة الوجود اليهودي السياسي المستقل أو شبه المستقل في البقعة الجغرافية الحضارية التي تُعرَف باسم فلسطين على ثلاثمائة عام، تسبقها آلاف السنين من الحضارات السامية غير العبرانية وغير اليهودية، ويتبعها مايزيد عن ألفي عام من الحضارات العربية الإسلامية وغير الإسلامية، ومع هذا يرى الصهاينة أن أي وجود غير الوجود اليهودي هو عرض زائل وظاهرة مؤقتة، وأن إسرائيل الحديثة وحدها هي الاستمرار الحقيقي والوحيد لتاريخ هذه الأرض، ولذا يُشار إليها في الأدبيات الصهيونية بمصطلح «الكومنولث الثالث».